# Canoagem nos Jogos Olímpicos de Verão de 2012 - C-2 1000 m masculino
A competição do C-2 1000 m masculino da canoagem nos Jogos Olímpicos de Verão de 2012 realizou-se nos dias 7 e 9 de agosto no Eton Dorney.

## Calendário
Horário local (UTC+1)
| Dia         | Horário | Fase          |
| ----------- | ------- | ------------- |
| 7 de agosto | 09:46   | Eliminatórias |
| 7 de agosto | 10:55   | Semifinal     |
| 9 de agosto | 09:30   | Final         |

## Medalhistas
| Ouro   | GER Peter Kretschmer e Kurt Kuschela            |
| Prata  | BLR Andrei Bahdanovich e Aliaksandr Bahdanovich |
| Bronze | RUS Alexey Korovashkov e Ilya Pervukhin         |

## Resultados

### Eliminatórias
Os melhores colocados em cada bateria avançam diretamente a final, enquanto que os demais classificados avançam para as semifinais.

#### Eliminatória 1
| Pos. | Nome                              | CON                 | Tempo    | Notas |
| ---- | --------------------------------- | ------------------- | -------- | ----- |
| 1    | Peter Kretschmer Kurt Kuschela    | GER Alemanha        | 3:34.435 | Q     |
| 2    | Alexey Korovashkov Ilya Pervukhin | RUS Rússia          | 3:37.568 |       |
| 3    | Huang Maoxing Li Qiang            | CHN China           | 3:38.483 |       |
| 4    | Jaroslav Radoň Filip Dvořák       | CZE República Checa | 3:38.711 |       |
| 5    | Marcin Grzybowski Tomasz Kaczor   | POL Polônia         | 3:38.759 |       |
| 6    | Alex Haas Jake Donaghey           | AUS Austrália       | 3:52.589 |       |

#### Eliminatória 2
| Pos. | Nome                                      | CON              | Tempo    | Notas |
| ---- | ----------------------------------------- | ---------------- | -------- | ----- |
| 1    | Sergiy Bezugliy Maksim Prokopenko         | AZE Azerbaijão   | 3:38.042 | Q     |
| 2    | Erlon Silva Ronilson de Oliveira          | BRA Brasil       | 3:41.014 |       |
| 3    | Andrei Bahdanovich Aliaksandr Bahdanovich | BLR Bielorrússia | 3:42.599 |       |
| 4    | Alexandru Dumitrescu Victor Mihalachi     | ROU Romênia      | 3:43.787 |       |
| 5    | Serguey Torres José Carlos Bulnes         | CUB Cuba         | 3:44.341 |       |
| 6    | Fortunato Pacavira Nelson Henriques       | ANG Angola       | 4:16.478 |       |

### Semifinais
Os três melhores em cada semifinal avançam para a final A, enquanto que os demais classificados avançam para a final B.

#### Semifinal 1
| Pos. | Nome                                      | CON              | Tempo    | Notas |
| ---- | ----------------------------------------- | ---------------- | -------- | ----- |
| 1    | Alexey Korovashkov Ilya Pervukhin         | RUS Rússia       | 3:36.456 | Q     |
| 2    | Andrei Bahdanovich Aliaksandr Bahdanovich | BLR Bielorrússia | 3:36.540 | Q     |
| 3    | Alexandru Dumitrescu Victor Mihalachi     | ROU Romênia      | 3:36.551 | Q     |
| 4    | Marcin Grzybowski Tomasz Kaczor           | POL Polônia      | 3:37.695 |       |
| 5    | Alex Haas Jake Donaghey                   | AUS Austrália    | 3:52.018 |       |

#### Semifinal 2
| Pos. | Nome                                | CON                 | Tempo    | Notas |
| ---- | ----------------------------------- | ------------------- | -------- | ----- |
| 1    | Huang Maoxing Li Qiang              | CHN China           | 3:37.746 | Q     |
| 2    | Jaroslav Radoň Filip Dvořák         | CZE República Checa | 3:37.839 | Q     |
| 3    | Serguey Torres José Carlos Bulnes   | CUB Cuba            | 3:41.619 | Q     |
| 4    | Erlon Silva Ronilson de Oliveira    | BRA Brasil          | 3:42.101 |       |
| 5    | Fortunato Pacavira Nelson Henriques | ANG Angola          | 4:18.543 |       |

### Finais

#### Final B
| Pos. | Nome                                | CON           | Tempo    | Notas |
| ---- | ----------------------------------- | ------------- | -------- | ----- |
| 1    | Marcin Grzybowski Tomasz Kaczor     | POL Polônia   | 3:37.692 |       |
| 2    | Erlon Silva Ronilson de Oliveira    | BRA Brasil    | 3:41.484 |       |
| 3    | Alex Haas Jake Donaghey             | AUS Austrália | 3:50.782 |       |
| 4    | Fortunato Pacavira Nelson Henriques | ANG Angola    | 4:15.497 |       |

#### Final A
| Pos.              | Nome                                      | CON                 | Tempo    | Notas |
| ----------------- | ----------------------------------------- | ------------------- | -------- | ----- |
| Medalha de ouro   | Peter Kretschmer Kurt Kuschela            | GER Alemanha        | 3:33.804 |       |
| Medalha de prata  | Andrei Bahdanovich Aliaksandr Bahdanovich | BLR Bielorrússia    | 3:35.206 |       |
| Medalha de bronze | Alexey Korovashkov Ilya Pervukhin         | RUS Rússia          | 3:36.414 |       |
| 4                 | Sergiy Bezugliy Maksim Prokopenko         | AZE Azerbaijão      | 3:37.219 |       |
| 5                 | Jaroslav Radoň Filip Dvořák               | CZE República Checa | 3:37.601 |       |
| 6                 | Serguey Torres José Carlos Bulnes         | CUB Cuba            | 3:42.357 |       |
| 7                 | Alexandru Dumitrescu Victor Mihalachi     | ROU Romênia         | 3:43.005 |       |
| 8                 | Huang Maoxing Li Qiang                    | CHN China           | 3:48.930 |       |